# انتقام یک قاتل
انتقام یک قاتل (تایلندی: เร็วทะลุเร็ว) یک فیلم رزمی تایلندی محصول ۲۰۱۴ به کارگردانی پانا ریتیکرای با بازی دن چوپنگ است. این آخرین فیلم به کارگردان ریتیکرای می‌باشد، زیرا او در سن ۵۳ سالگی در یکشنبه ۲۰ ژوئیه ۲۰۱۴ درگذشت، و بسیاری از بدلکاری های استادانه و سکانس‌های اکشن طولانی تک تک او را به نمایش می‌گذارد. 
این فیلم در ۱۴ آوریل ۲۰۱۵ بر روی دی‌وی‌دی و بلو-ری منتشر شد، و برای پخش از نتفلیکس و آمازون پرایم ویدئو در دسترس است.